# Attila utca (Kiskunfélegyháza)
Az Attila utca Kiskunfélegyháza 18. században kialakult utcája, a nyugati városrészt zárta le. Hossza a Halasi útig 1815-re alakult ki, a századfordulón a Gábor Áron utcáig, 1926-29 között a Vasút utcáig ért.
Beépítése a városközpontban városias, délebbre haladva egyre falusiasabb. A Kádár-korszak lakótelep-építési hulláma az utca páratlan oldalának eredeti képét megbontotta. Az utcában így csak egyetlen századfordulós (pontosabban eklektikus) épület maradt meg (a Kossuth utcai sarkon lévő Bányai-házat leszámítva), a többi stílusa hagyományosnak mondható, az alföldi (vagy középmagyar) háztípusba tartoznak.
A város első hivatalos névjegyzékében (1850) Pacsérta utcaként szerepel, 1879-ben Pacsirta utcaként jegyezték be. Jelenlegi nevét 1900-ban kapta Attila hun fejedelemről. Ekkoriban a város sok utcáját nevezték el nevezetes történelmi személyekről.